# Martin Heinrich Rathke
Martin Heinrich Rathke (Danzigue, 25 de agosto de 1793 — Königsberg, 3 de setembro de 1860) foi um biólogo embriologista e anatomista alemão.
Rathke foi catedrático de zoologia e anatomia em Königsberg, entre 1835 e 1860. Estudou organismos marinhos e o desenvolvimento embrionário dos órgãos sexuais. Foi o primeiro a descrever as fendas e arcos branquiais nos embriões de mamíferos e aves, dedicando-se de seguida em estabelecer a sua homologia nos vertebrados superiores.
As suas observações sobre o desenvolvimento das mandíbulas, do osso hióide e do opérculo, permitiram-lhe elucidar muitos dos acertos e desacertos dos morfologistas, no estabelecimento de homologias. Provou, por exemplo, a não equivalência entre extremidades e mandíbulas, ou entre os opérculos dos peixes e outros ossos dos vertebrados, considerados homólogos. Rathke foi um defensor da teoria vertebral do crânio.
A bolsa de Rathke levou o seu nome.

## Publicações
- Untersuchungen über die Bildung und Entwicklung des Flusskrebses. Leipzig, 1829.
- Abhandlungen zur Bildungs- und Entwicklungs-Geschichte der Menschen und der Thiere. 2 Bände. Leipzig, F. C. W. Vogel, 1832-1833.
- Über die Entstehung der Glandula pituitaria. Archiv für Anatomie, Physiologie und wissenschaftliche Medicin, Berlin, 1838: 482-485.
- Entwicklungsgeschichte der Natter. Königsberg, 1839.
- Bemerkungen über den Bau des Amphioxus lanceolatus, eines Fisches aus der Ordnung der Cyclostomas. Königsberg, 1841.
- Über die Entwicklung der Schildkröten. Braunschweig, 1848.
- Untersuchungen über die Entwicklung und den Körperbau der Krokodile. Braunschweig, 1866.
- Entwicklungsgeschichte der Wirbeltiere. Leipzig 1861.